# Église Sainte-Marie de Lübeck
Pour les articles homonymes, voir église Sainte-Marie et Marienkirche.
L'église Sainte-Marie (Marienkirche ou St. Marien zu Lübeck), appelée aussi Notre-Dame de Lübeck, est une église luthérienne de la ville de Lübeck en Allemagne. Elle fut construite de 1250 à 1351. C'était un symbole de la puissance commerciale de Lübeck, ville appartenant alors à la ligue hanséatique. L'église est toujours aujourd'hui un monument important de la ville. 
Comme le reste de la vieille ville, qu'elle domine de ses hautes flèches, c'est un monument protégé par l'UNESCO. L'église Sainte-Marie est le modèle du gothique de brique du nord de l'Allemagne. Plus de soixante-dix églises de cette région de la Baltique l'ont prise pour exemple.

## Historique

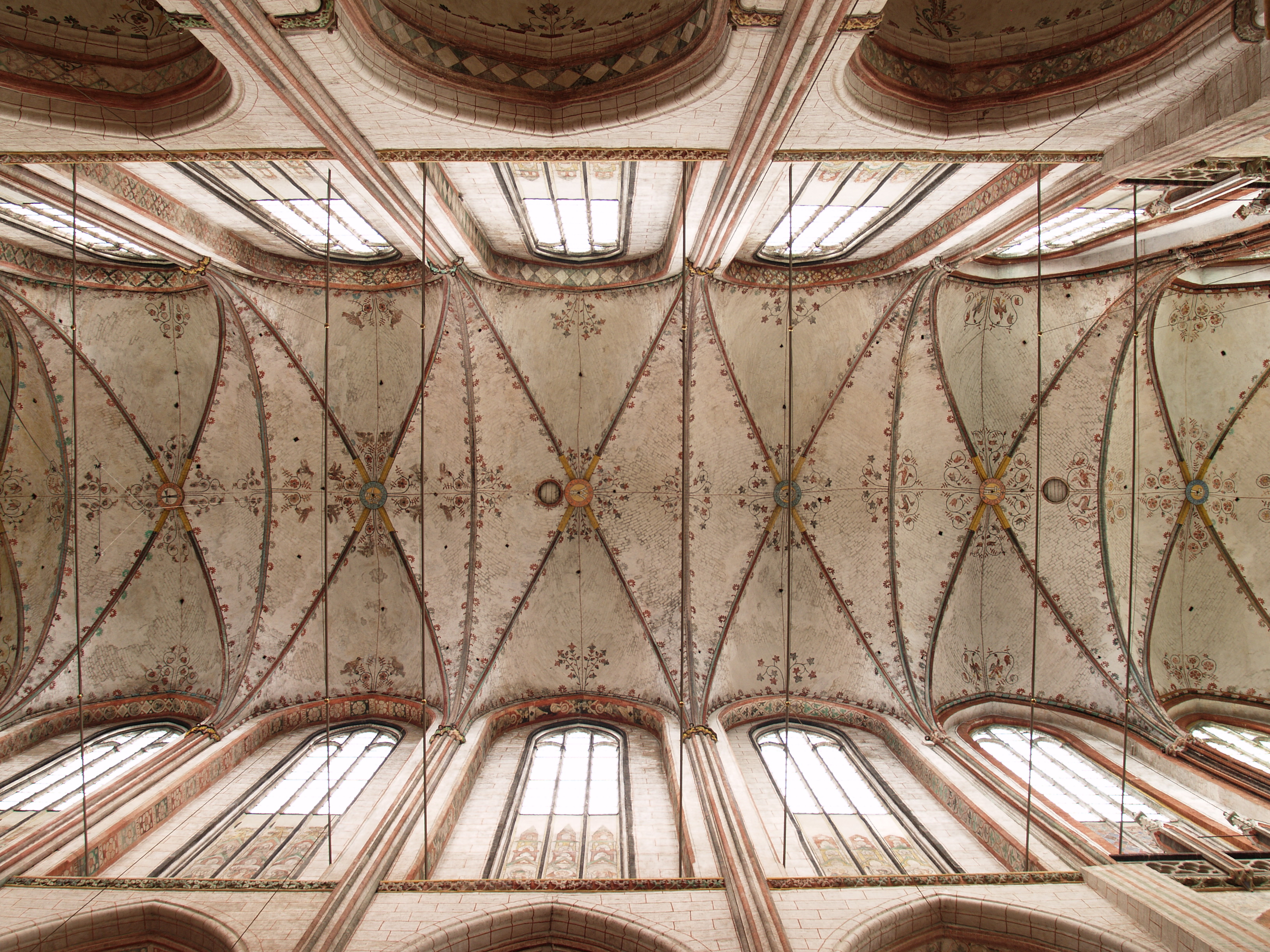
Voûtes de l'église d'une hauteur de 40 mètres

Henri le Lion transfère l'évêché d'Oldenbourg à Lübeck en 1150 et y installe un chapitre qui trouve place à la cathédrale de Lübeck. Quant à l'emplacement de Sainte-Marie, une église de bois est d'abord construite en 1163 qui est remplacée en 1173-1174 par un édifice roman en briques. Des statues de cette deuxième église se trouvent aujourd'hui au musée Sainte-Anne de Lübeck. 
L'église ne reflète cependant plus au début du XIIIe siècle la prospérité et la conscience de soi des marchands de la ville, si bien qu'une troisième église est construite, prenant comme modèle les églises gothiques de France et de Flandres. Elle est de plan basilical à trois nefs. 
L'église Saint-Nicolas de Stralsund et l'église Saint-Nicolas de Wismar se construisent ensuite à son exemple. L'on n'avait jamais vu jusqu'alors d'église de briques construite avec de si hautes voûtes. Un renfort de poussée permet aux voûtes, grâce à des contreforts, d'atteindre une telle hauteur. La motivation du conseil de la ville de s'engager dans de tels travaux s'explique par les rapports que la ville entretient avec l'évêché, depuis que l'évêque Burkhard von Serkem (1236-1317) avait préféré établir sa résidence à Eutin. L'imposant édifice devait donc manifester la volonté de liberté de ces marchands qui n'hésitaient pas à commercer avec de lointaines contrées. Lübeck était depuis 1226 ville libre et avait fait construire à proximité immédiate de la place du marché et de l'hôtel de ville une cathédrale romane remontant à Henri le Lion. L'église Sainte-Marie se devait donc d'être encore plus imposante.

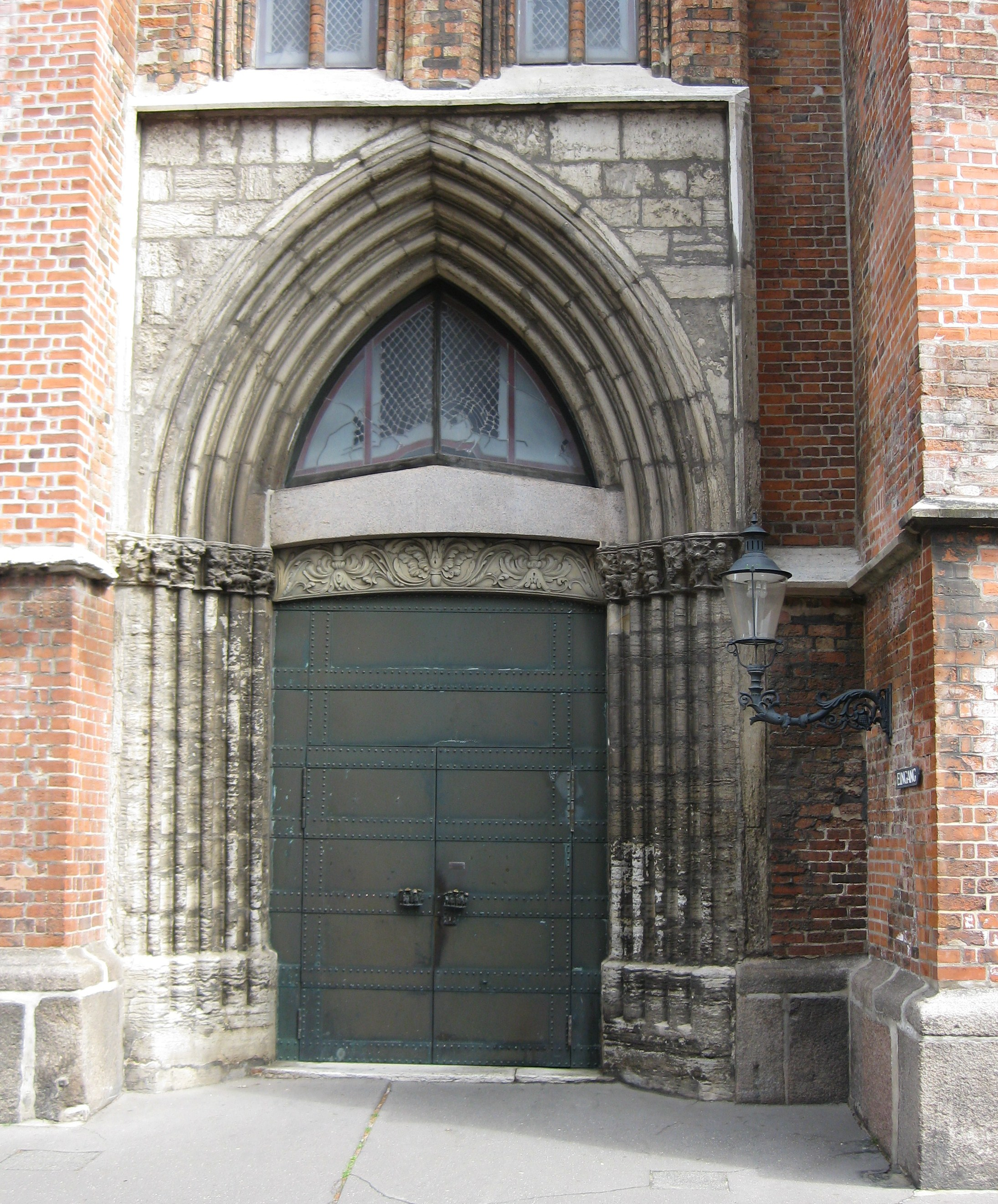
Portail de la Briefkapelle

Vers 1310, la Briefkapelle est construite à l'est de la tour sud. Son portail ouvre en direction de la place du marché et constitue la seconde entrée principale de l'église. Elle est d'abord consacrée à sainte Anne, puis prend son nom actuel après la Réforme, car le commis aux écritures s'y trouvait. La chapelle mesure 12 mètres de longueur sur 8 mètres de profondeur et 12 mètres de hauteur. Ses voûtes, chef-d'œuvre de l'art gothique, sont en forme d'étoile. Elle sert aujourd'hui d'église d'hiver pour les cultes qui ont lieu de janvier à mars.
À l'angle sud-est du déambulatoire, le conseil de la ville fait construire en 1390 une chapelle particulière, appelée donc la Bürgermeisterkapelle (chapelle du bourgmestre). Elle se remarque de l'extérieur par ses murs qui alternent les briques glaçurées et non glaçurées. Le nouveau conseil de la ville venait ici, après son installation, pour rendre grâces et manifester ainsi son effectivité. Certaines des stalles subsistent. La salle du trésor, ou Trese, se trouve à l'étage supérieur. C'est ici que se gardaient les manuscrits importants, les lettres de privilèges, les documents importants de la ville et ses édits, les lettres de fondations ou de mandats, etc. Cette partie de l'église appartient encore aujourd'hui à la ville.
Le dernier agrandissement gothique de l'église concerne la chapelle à travée unique qui est à la limite orientale du déambulatoire et qui est fermée par un mur de forme octogonale de 5/8. Elle a été construite en 1444. C'est ici que se chantaient la liturgie des Heures en l'honneur de la Vierge Marie et le petit office de la Sainte Vierge. C'est pourquoi elle se nomme la Marientidenkapelle, ou la Sängerkapelle (chapelle des chanteurs, ou « chantres »).
L'église Sainte-Marie comprend en tout neuf grandes chapelles latérales et dix petites. La plupart sont dénommées d'après les familles de conseillers de la ville qui y reposent et qui les ont fondées.

## Reconstruction
L'église a subi un incendie dévastateur après le bombardement de Lübeck, de la part de la Royal Air Force, qui a eu lieu la nuit du dimanche des Rameaux 1942 et qui a détruit un cinquième de la ville. Le Totentanzorgel (orgue de la danse macabre), sur lequel Buxtehude et, vraisemblablement, Bach avaient joué, a été anéanti. Des œuvres telles que La Messe de saint Grégoire de Bernt Notke; la monumentale Danse macabre (de); les statues du jubé; l'autel de la Sainte-Trinité de Jacob van Utrecht; L'Entrée du Christ à Jérusalem de Friedrich Overbeck sont détruites à jamais. Des sculptures disparaissent dans les flammes, comme celles de Benedikt Dreyer au côté ouest du jubé, ainsi que celles des grandes orgues datant de 1515-1518. Les photographies anciennes, comme celles de Wilhelm Castelli, donnent une idée de la richesse du décor intérieur avant la Seconde Guerre mondiale.
Un toit de protection temporaire est ensuite placé sur la nef et le chœur est restauré. Les travaux de reconstruction commencent en 1947 et durent une douzaine d'années. Les flèches, comme celles de la plupart des édifices religieux restaurés des environs, sont recouvertes d'un système spécial de protection utilisant des métaux renforcés et du béton léger, il en est de même pour la structure du toit, qui auparavant était en bois. L'architecte Erich Trautsch sauve ainsi une fenêtre au nord. La toiture est prête en 1951 pour les festivités du sept-centième anniversaire de l'église. Le chancelier Adenauer assiste à l'inauguration des nouvelles cloches et la chapelle des grâces de la tour sud est consacrée. La petite flèche dorée qui culmine à trente mètres au-dessus de la nef a quant à elle retrouvé sa forme d'origine dans les années 1980.

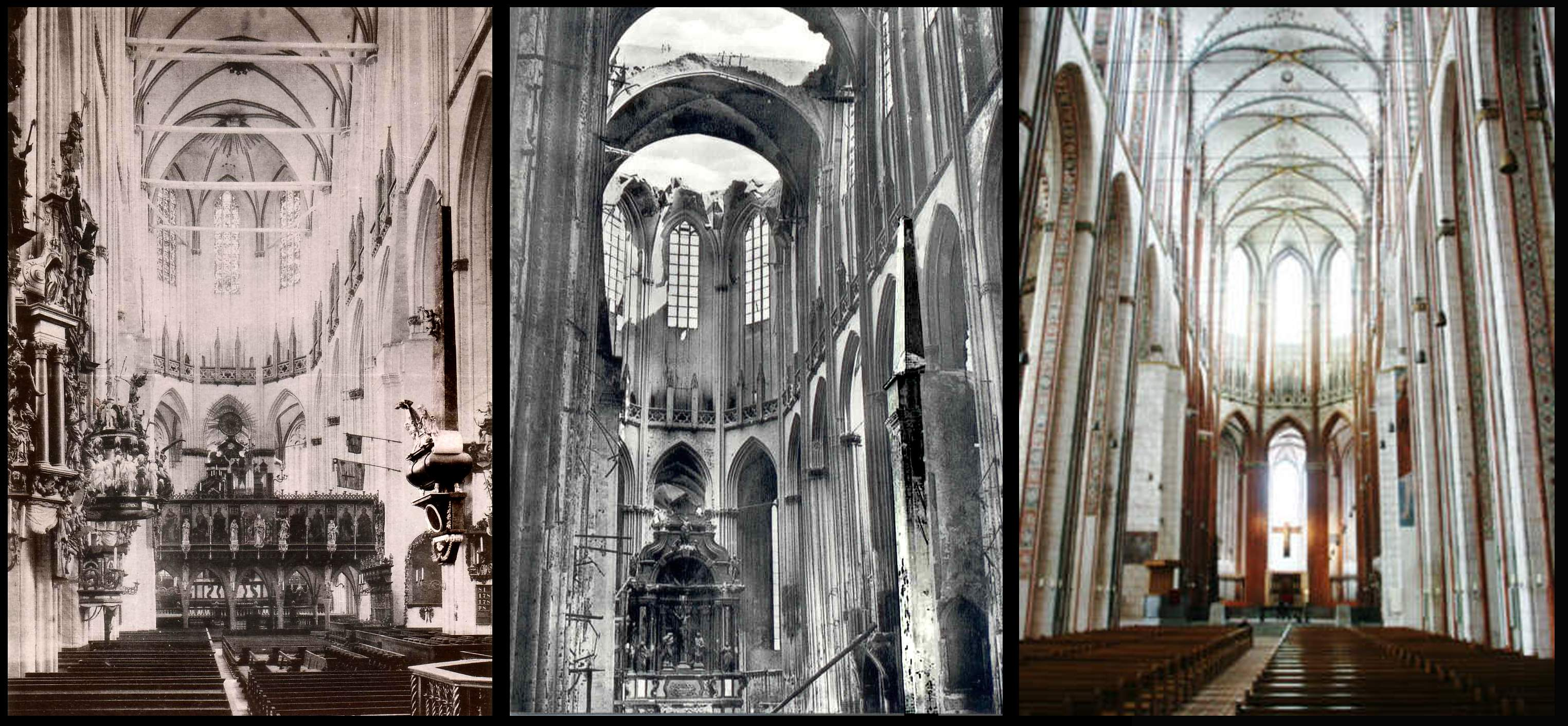
Trois étapes de la vie de l'église

Un débat a lieu dans les années 1950 pour déterminer s'il fallait restaurer l'intérieur de l'église dans la pureté de sa forme originelle gothique, ou restaurer les restes de peintures médiévales qui étaient apparus lorsque le plâtre qui recouvraient les colonnes et les murs s'était effrité depuis le bombardement. C'est la solution puriste du retour au gothique non historiciste qui prévaut. D'autre part l'église doit affirmer sa double fonction d'église épiscopale et d'église paroissiale. Un appel d'offres fermé sélectionne en 1956 six architectes, dont Gerhard Langmaak et Denis Boniver, qui présentent le projet actuel en 1958. L'évêque luthérien-protestant Heinrich Meyer (1904-1978) est vivement en faveur de l'enlèvement de l'autel de Fredenhagen, et son souhait est exaucé.

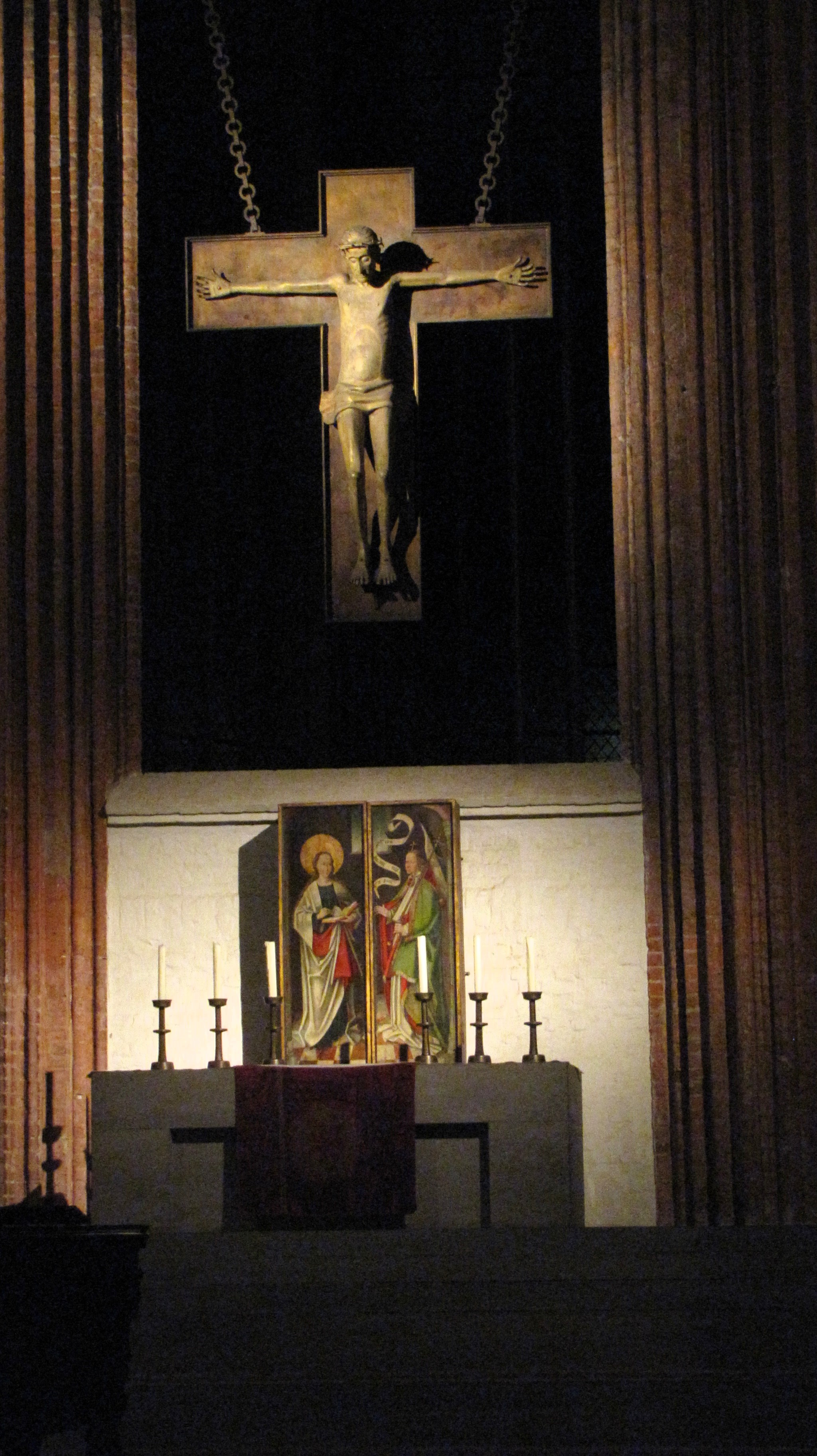
Vue du nouvel autel

La restauration intérieure est placée sous la responsabilité de Boniver qui fait installer un chauffage au sol. Le sol de calcaire du Gotland est remplacé par un revêtement de brique. Le chœur est séparé d'un mur de trois mètres du déambulatoire. Un nouvel autel fait dans un bloc de calcaire coquillier remplace l'autel précédent et, au-dessus de lui, est accroché à l'arc-doubleau un crucifix conçu par Gerhard Marcks. Le chœur restauré est consacré le 20 décembre 1959.
En même temps, l'espace entre les tours est réservé à une salle du trésor qui recueille la paramentique provenant de l'église Sainte-Marie de Dantzig qui d'allemande et protestante est devenue catholique et polonaise en 1945. Ces pièces sont transférées au musée Sainte-Anne en 1993. Une tribune d'orgue est aménagée. L'orgue lui-même est inauguré en 1968.

### Les fresques
Après l'incendie de 1942, les peintures murales médiévales qui étaient auparavant recouvertes de poussière et de plâtre, sont apparues en plusieurs endroits. Elles ont été documentées pendant la guerre par des photographies. Dietrich Fey a été chargé de les restaurer en 1948, avec l'assistance de Lothar Malskat, ce qui provoquera un scandale retentissant, car des fresques de saints dans le style du XIIIe siècle sont rajoutées au-dessus de l'arc-doubleau, comme étant authentiques. Elles sont ôtées par la suite. En revanche, la scène de l'Annonciation avec un ange entre deux pèlerins qui est peinte en accords de rouge, vert, et ocre est authentiquement du XIVe siècle, comme des photographies de 1944 le prouvent.

## Mobilier
L'église a été richement meublée et décorée au cours des siècles par les bourgeois de la ville hanséatique, les conseillers, les guildes, et aussi bien par de puissantes familles que par les dons personnels de simples paroissiens. Il y avait à la fin du Moyen Âge, avant la Réforme protestante, trente-huit autels et soixante-cinq bénéfices. On remarque:

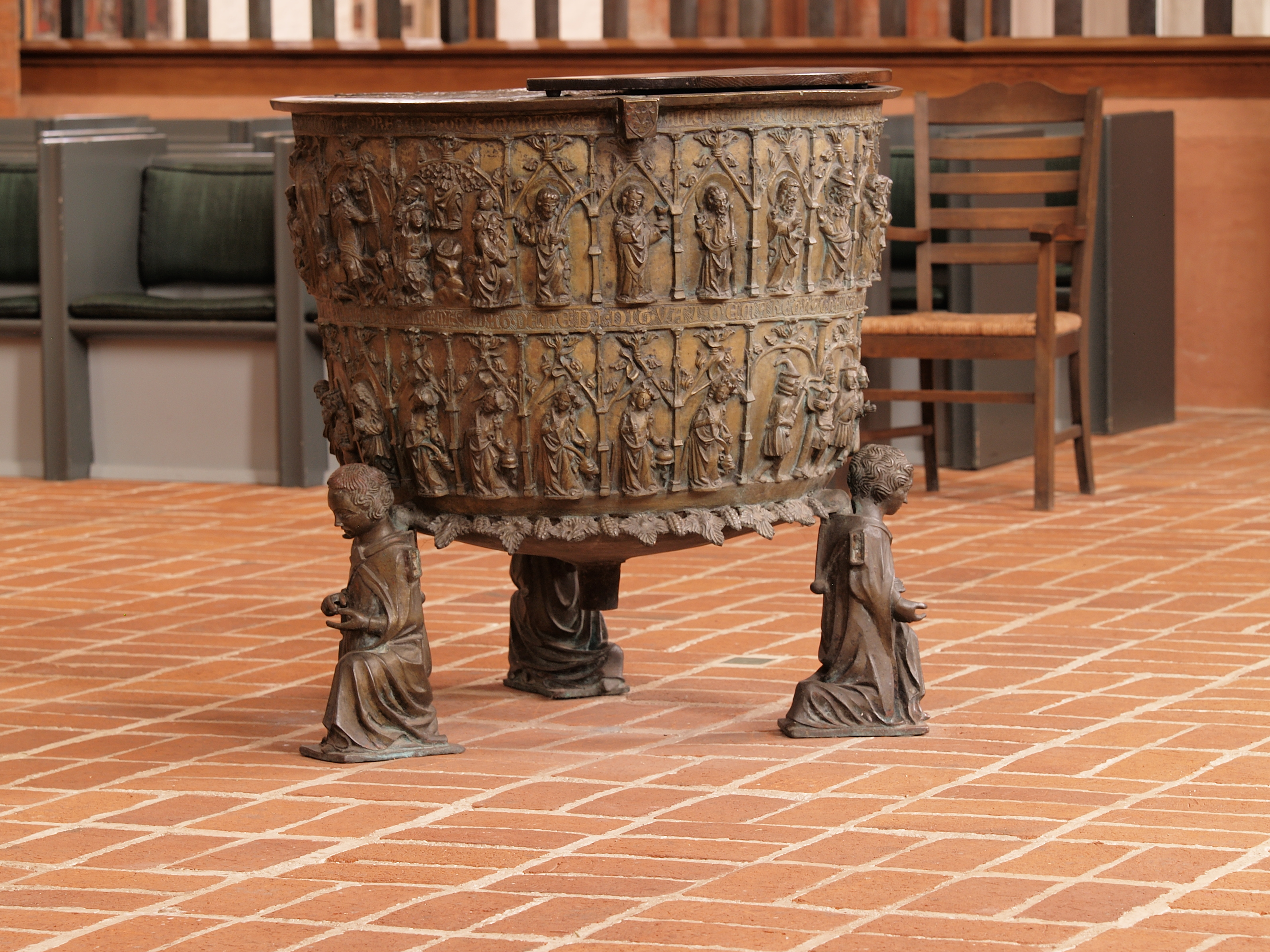
Les fonts baptismaux du XIVe siècle

- Des fonts baptismaux de bronze, œuvre de Hans Apengeter (de) datant de 1337. Ils se trouvaient avant 1942 à l'ouest de la nef et sont aujourd'hui au milieu du chœur.
- La Madone de Darsow, sculpture de 1420. Brisée en 1942, elle a été complètement restaurée en 1989.
- Le tabernacle, œuvre de Klaus Grude en 1479. Il est décoré d'un millier de petites unités de bronze ou de dorure et se trouve au mur nord du chœur. Il mesure 9,5 mètres de hauteur.
- Le polyptyque de Christian Swarte (vers 1495) avec une Vierge de l'Apocalypse. Il se trouve aujourd'hui derrière l'autel.
- La tombe de bronze de la famille Hutterock, œuvre de Bernt Notke (1505). Elle se trouve dans la chapelle de la Prière, chapelle absidiale au nord.
- Le jubé a été presque entièrement détruit en 1942. Il ne reste plus qu'un arc et les statues de sainte Élisabeth avec son fils saint Jean-Baptiste, enfant, sainte Anne, l'archange Gabriel et la Vierge Marie, ainsi que celles de saint Jean l'Évangéliste et de sainte Dorothée.

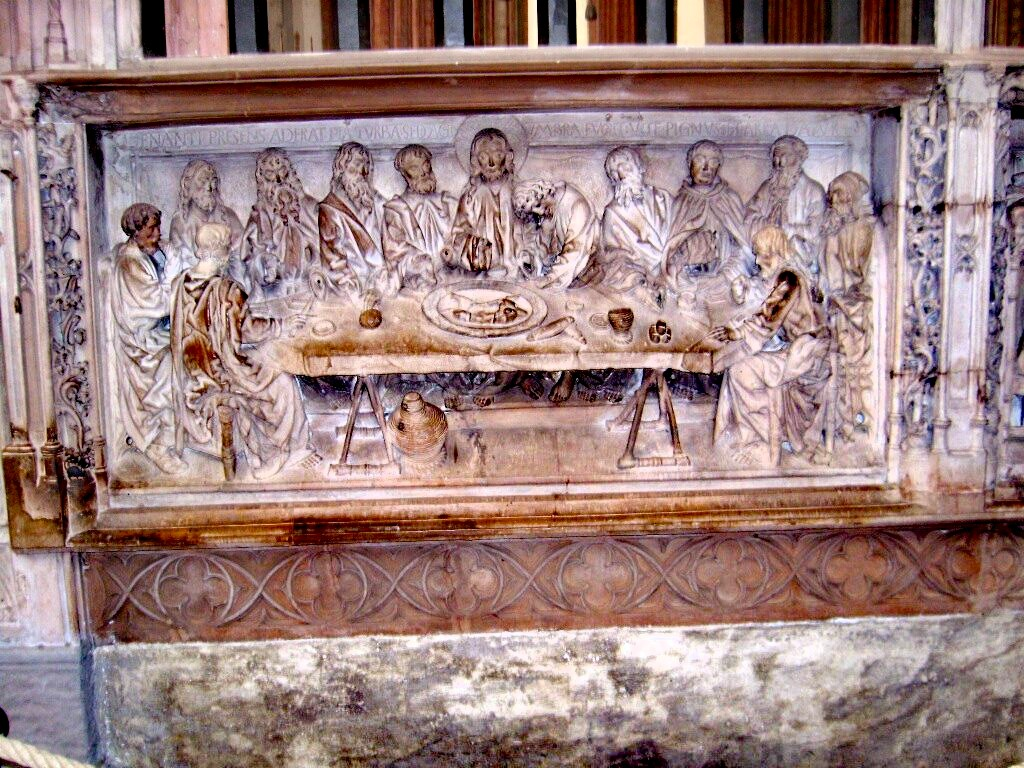
Bas-relief représentant la Dernière Cène (XVIe siècle)

- Le bas-relief de l'atelier de Heinrich Brabender (de) (1515) dans le déambulatoire représentant des scènes de la Passion du Christ: au nord, Le Lavement des pieds et La Dernière Cène, au sud, le Christ dans le jardin de Gethsémani et son Arrestation. Dans le cadre de La Dernière Cène, on remarque un symbole de Lübeck qui est aussi familier au folklore allemand. C'est une petite souris qui ronge un rosier, ce qui est signe de bonne chance.
- La statue de bois de saint Jean de Henning von der Heyde (vers 1505)
- La statue de pierre de saint Antoine (vers 1460)
- Quelques stalles gothiques subsistantes se trouvent dans la chapelle des bourgmestres, au sud du déambulatoire.

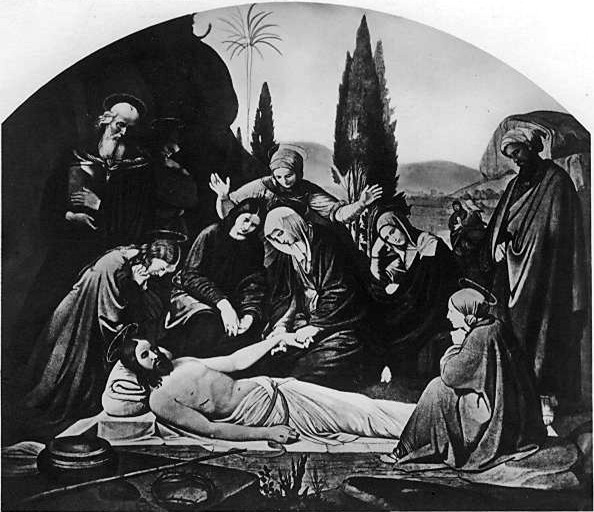
La Lamentation du Christ d'Overbeck

- Le tableau de La Lamentation du Christ de Friedrich Overbeck est un chef-d'œuvre du mouvement nazaréen. Il se trouve dans la chapelle de la Prière.
- Le chancel a été reconstruit. En 1959, le chœur avait été muré et séparé du déambulatoire. Les murs ont été de nouveau abattus dans les années 1990 et le chancel actuel reproduit l'ancien, détruit en 1942. Il est en chêne.

### Le retable d'Anvers

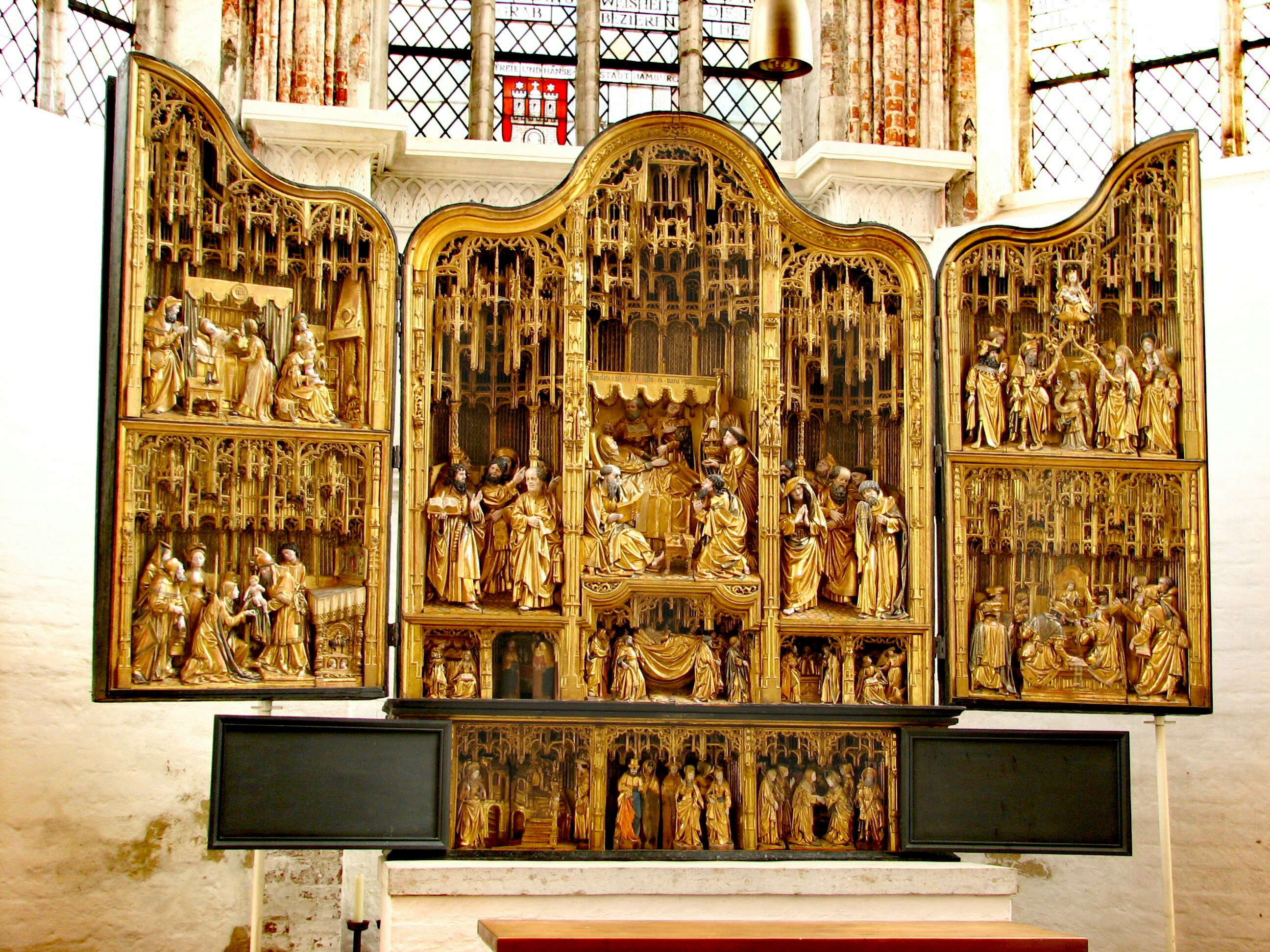
Le retable d'Anvers

Le fameux retable d'Anvers, qui est fort impressionnant, date de 1518. Il est donné à l'église par le marchand Johann Bone, originaire de Geldern, en 1522 et il est placé à la chapelle de la Prière en 1790. Pendant la Seconde Guerre mondiale, il se trouvait à la Briefkapelle. C'est un triptyque de bois doré représentant des scènes de la vie de la Vierge Marie. On remarque au centre les figures sculptées de la Dormition de la Vierge, au-dessous sa mise au tombeau, à gauche l'Annonciation, à droite son tombeau. Le panneau de gauche montre en haut sa Nativité, au-dessous la Présentation de Jésus au Temple avec en haut à droite une partie de l'Arbre de Jessé et en dessous Jésus adolescent prêchant au Temple. On distingue aussi les scènes de l'Adoration des bergers, de celle des Rois-Mages, la Circoncision, la Fuite en Égypte, flanquées de la scène du mariage de Joachim et Anne, le Sacrifice du Christ et son action de grâces, etc. Lorsque le retable est fermé (pendant la Semaine sainte), il montre une scène de l'Annonciation peinte par le Maître de 1518.
Les panneaux de la prédelle sont ôtés avant 1869 et vendus. Ils représentent la Sainte Parentèle. Après avoir fait partie de la collection du bourgmestre Karl Ludwig Roeck, ils font aujourd'hui partie de la collection du musée Sainte-Anne de Lübeck. D'autres éléments sont visibles à la Staatsgalerie de Stuttgart, et dans une collection privée de Stockholm.

### L'autel de Fredenhagen

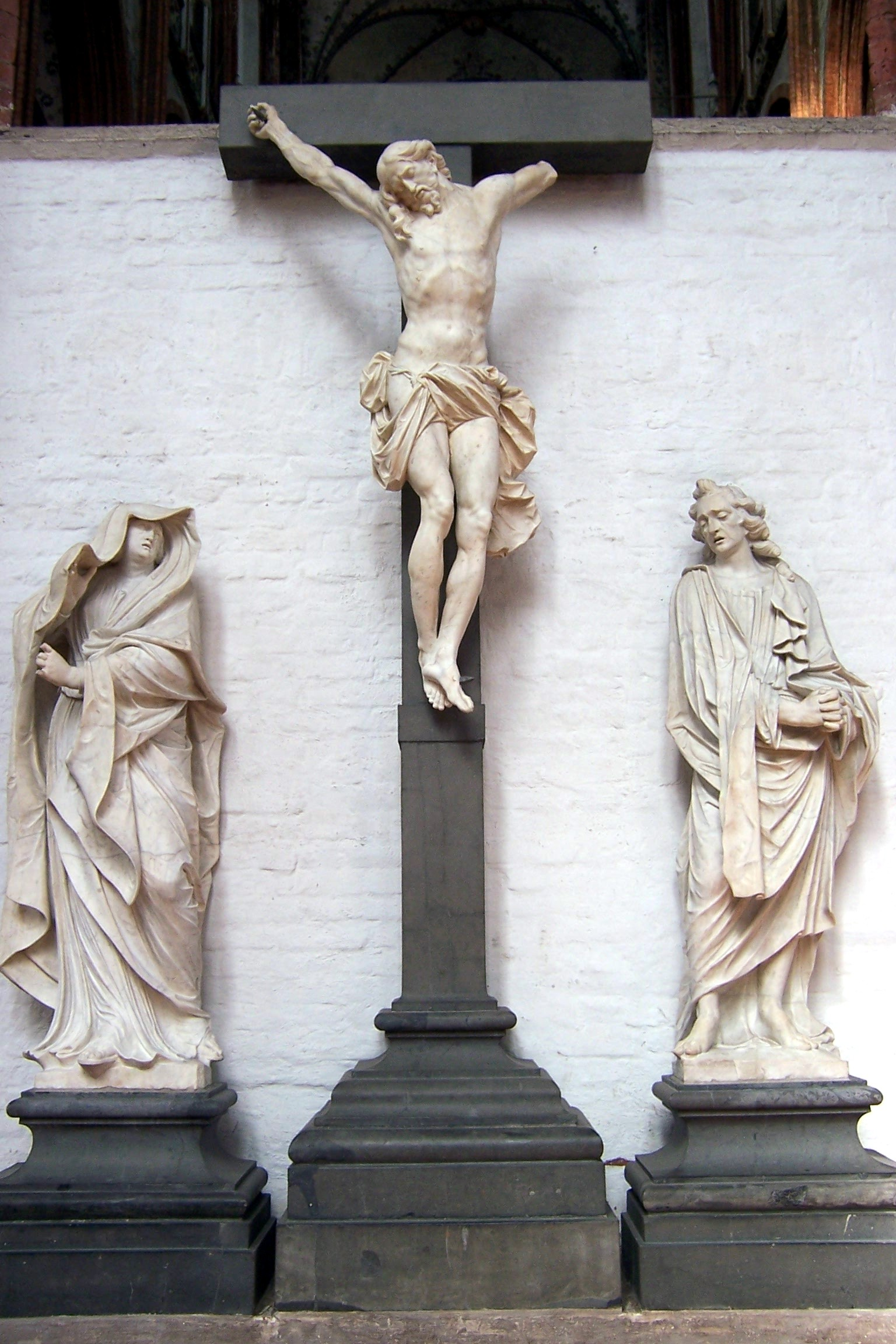
Fragment de l'autel de Fredenhagen disparu (photographie de 2008)

L'autel de Fredenhagen, du nom du marchand Thomas Fredenhagen qui en a fait don, datant de l'époque baroque (1697) a été ôté, bien qu'il n'ait été qu'endommagé en 1942. C'était un autel majestueux, avec un décor de dix-huit mètres de hauteur, comprenant des colonnes de marbre et de porphyre, créé par le sculpteur anversois Thomas Quellinus. L'évêque luthérien de l'après-guerre, Heinrich Meyer, a jugé qu'il n'était pas utile de le restaurer, l'époque des années 1951-1959 étant à la sobriété, et lui a préféré un bloc de calcaire. Toutefois le groupe sculpté de la Crucifixion a été installé dans le chœur. Le bras gauche du Christ n'a pas été restauré. La prédelle de marbre avec un bas-relief représentant la Dernière Cène, ainsi que les statues allégoriques de la Foi et de l'Espérance, et la statue du Christ ressuscité qui se trouvait tout en haut sur le fronton de l'autel, ont été aussi conservées. La question de savoir si cet autel doit être remis en place est encore ouverte.

### Les vitraux
Tous les vitraux ont été brisés pendant le bombardement. Ils ont été remplacés dans les années 1960 par des vitraux dont certains sont dignes d'intérêt comme celui du Jugement dernier de Hans Gottfried von Stockhausen (de) (1962), ou bien les deux fenêtres de la chapelle de la Danse macabre d'Alfred Mahlau (1956-1957) qui reprennent les motifs de cette Danse macabre. Elles remplacent le vitrail offert par Guillaume II à sa visite à Lübeck le 5 juin 1914 et qui représentait l'octroi de ses privilèges de ville par Frédéric Barberousse. Le dernier vitrail à avoir été mis en place est celui du tympan, en 2002, d'après un dessin de Marcus Lüpertz.

## Musique

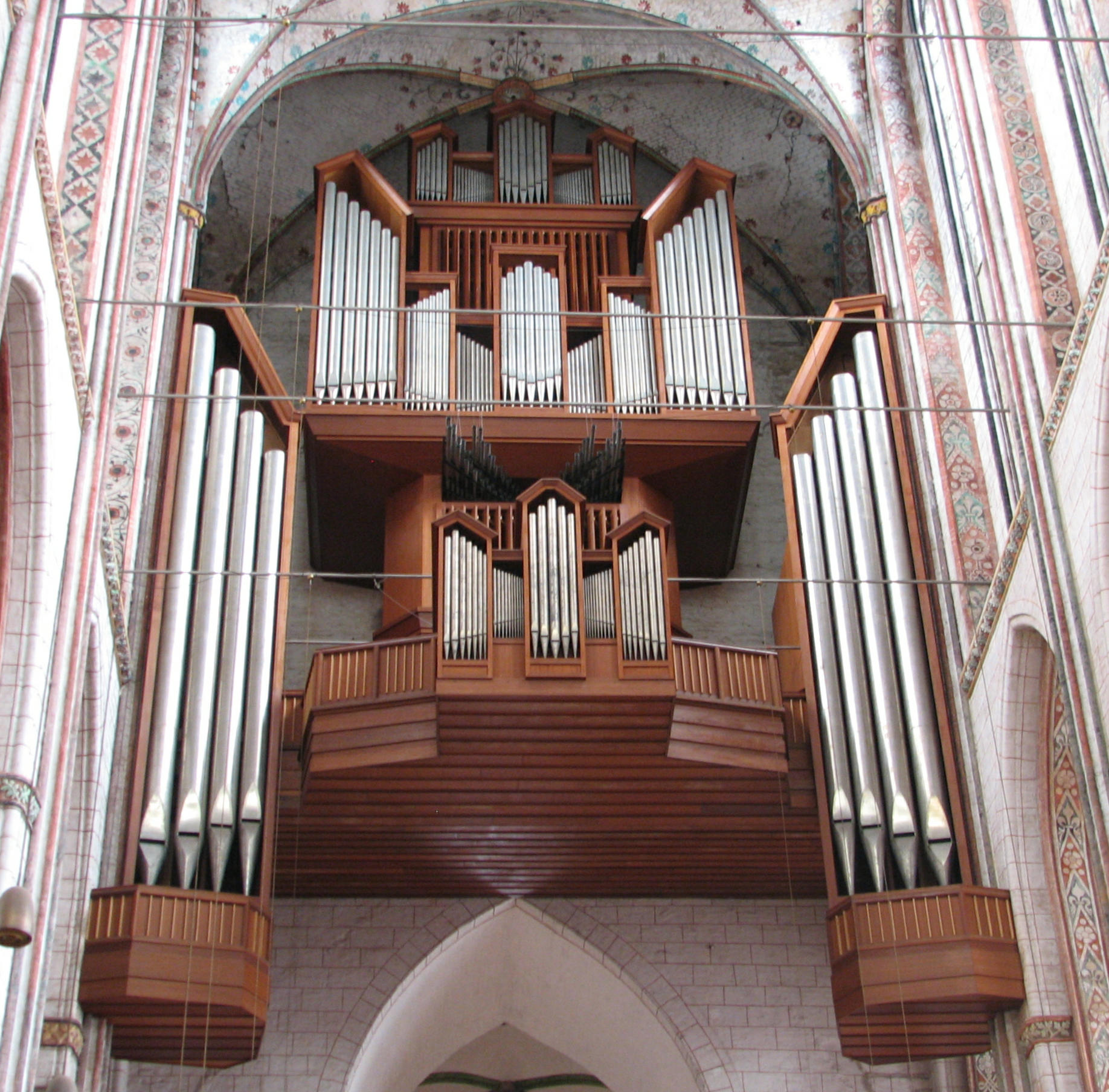
Vue de l'orgue qui date de 1968

La musique a toujours été privilégiée à Sainte-Marie depuis le Moyen Âge. La Marientidekapelle, où se chantait notamment le petit office de la Sainte Vierge, possédait en plus son propre chœur. Après la Réforme de Johannes Bugenhagen, tous les chants latins sont remplacés par des cantiques composés par le lycée Sainte-Catherine de Lübeck. Jusqu'en 1802 le Kantor (maître de chapelle) était responsable à la fois de l'école, mais aussi du chœur de Sainte-Marie. L'organiste devait, lui aussi, composer régulièrement des œuvres et les jouer. Il y avait également quelques musiques instrumentales.

### Grandes orgues
Les grandes orgues ont été fabriquées à la commande du maître d'orgue Martin Flor en 1515-1518 pour une somme de 10 500 marks lübeckois. Le facteur d'orgue Barthold Hering place un grand orgue au mur occidental qui remplace celles de 1396. Ce nouvel orgue a 2 claviers, un pédalier et trente-deux jeux et c'était en Occident le seul instrument de la sorte du gothique tardif. Il est agrandi au cours des âges, comme par exemple en 1637-1641, grâce à Friedrich Stellwagen, et sert de modèle à d'autres églises telles que celle de Sainte-Marie de Stralsund.
Au début du XIXe siècle, l'instrument possède 3 claviers, un pédalier, cinquante-sept jeux et 4 684 tuyaux. En 1851, Johann Friedrich Schulze (de) reconstruit un nouvel orgue, dans l'esprit du temps, qui est restauré par Carl Julius Milde. Il disparaît dans le bombardement de Lübeck de 1942. L'orgue actuel date de 1968 et a été construit par la maison Kemper & Sohn. Il a 5 claviers, un pédalier, 100 jeux et 8 512 tuyaux, le plus long mesurant onze mètres, le plus petit ayant la taille d'une cigarette.

### Orgue de la chapelle de la Danse macabre
L'orgue qui se trouvait dans la chapelle de la Danse macabre était encore plus ancien que les grandes orgues. Il avait été construit en 1477 dans la partie est du transept nord. Il servait aux messes de Requiem et aux Offices des morts, après la Réforme luthérienne il servait aux offices et aux célébrations de la Sainte Cène. Il est agrandi et transformé au cours des siècles, sa dernière restauration datant de 1937 avec une disposition le rapprochant du XVIIe siècle. Lui aussi disparaît la nuit des Rameaux 1942. La maison Kemper & Sohn reconstruit un orgue identique à celui de 1937 en 1955, mais il se trouve désormais au nord du déambulatoire. Il est remplacé par un nouvel orgue en 1986 de la maison Führer de Wilhelmshaven, possédant cinquante-six registres et cinq mille tuyaux. L'horloge astronomique prend la place de l'ancien orgue.
La tradition à Sainte-Marie est de jouer le soir de la Saint-Sylvestre le célèbre choral, Nun danket alle Gott, avec les deux orgues, des timbales et l'ensemble de cuivres.
Un petit troisième orgue se trouvait aussi près du jubé depuis 1854. Il a brûlé en 1942. un autre orgue se trouve dans la Briefkapelle depuis 1948, rescapé de l'ancienne chapelle du château des Dönhoff (Dönhoffstädt), à Groß Wolfsdorf (de), près de Rastenbourg, en province de Prusse-Orientale. Il a été construit en 1723. Il accompagne aujourd'hui les services qui se tiennent à la chapelle pendant l'hiver.

## Organistes

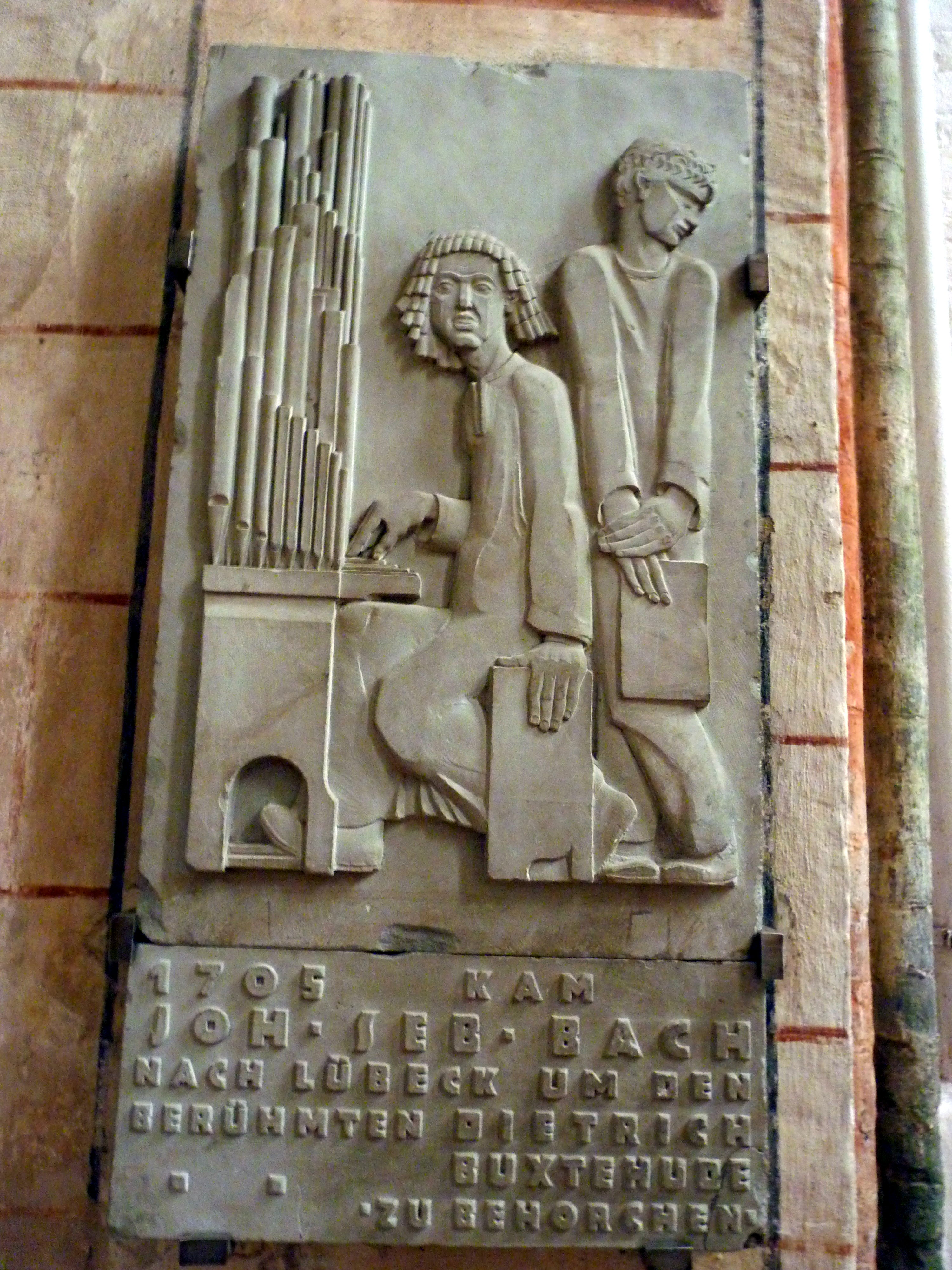
Plaque rappelant le souvenir de la rencontre de Buxtehude et de Bach en 1705

Les organistes les plus célèbres de Sainte-Marie sont sans aucun doute Franz Tunder (de 1642 à sa mort en 1667) et son gendre Dietrich Buxtehude (de 1668 à 1707). Ce sont les représentants les plus fameux de l'école d'orgue d'Allemagne du Nord. Jean-Sébastien Bach vient à Lübeck en 1705 pour rendre visite à Buxtehude et jouer de l'orgue, de même qu'Haendel en 1703 et Mattheson. Dès lors Sainte-Marie est devenu un endroit de choix pour les organistes du monde entier. Les concerts de l'Abendmusik (Musique du soir) sont également une tradition depuis l'époque de Tunder et Buxtehude. Ce sont d'abord cinq concerts les deux derniers dimanches du temps de la Trinité, ainsi que le deuxième, le troisième et le quatrième dimanche de l'Avent. Les successeurs de Buxtehude continuent la tradition. Ainsi de Johann Christian Schieferdecker (1679-1732); Johann Paul Kunzen (1696-1757); son fils Adolf Karl Kunzen (1720-1781); et Johann Wilhelm Cornelius von Königslöw (1745-1833). Ils ont tous composé des oratorios et des cantates, etc.
Cette tradition s'éteint en 1810, pendant la période française (Lübeck devient préfecture de l'Empire français), car le goût change et les moyens manquent. Elle renaît dans les années 1920, grâce à Walter Kraft (1905-1977), organiste titulaire de Sainte-Marie. Au début ce sont des concerts Bach (1926) et ensuite chaque année des concerts d'orgue et de musique chorale. Kraft compose en 1954 La Danse macabre de Lübeck pour l'Abendmusik. Son successeur est Ernst-Erich Stender de 1973 à 2009, puis Holger Gehring qui poursuivent les concerts.

## Chœur de garçons de Sainte-Marie
En 1948 a été créée la Lübecker Knabenkantorei (maîtrise de garçons de Lübeck). Ce Knabenchor (chœur de garçons) est devenu, en 1970, la Lübecker Knabenkantorei an St. Marien (maîtrise de garçons de Sainte-Marie de Lübeck). Celui qui dirigeait cet ensemble, Hans-Jürgen Wille, devenait ainsi Kantor (maître de chapelle) de l'église Sainte-Marie. Le chœur chante régulièrement aux offices les dimanches et jours de fête. Depuis 1999, le Kantor est Michael Müller. Chaque Vendredi saint, le Knabenchor chante la Passion selon saint Jean de J.S. Bach à l'église. Autrefois, c'était au cours de l'office. Aujourd'hui, c'est devenu un concert. On vient de loin pour l'écouter.

## Aujourd'hui

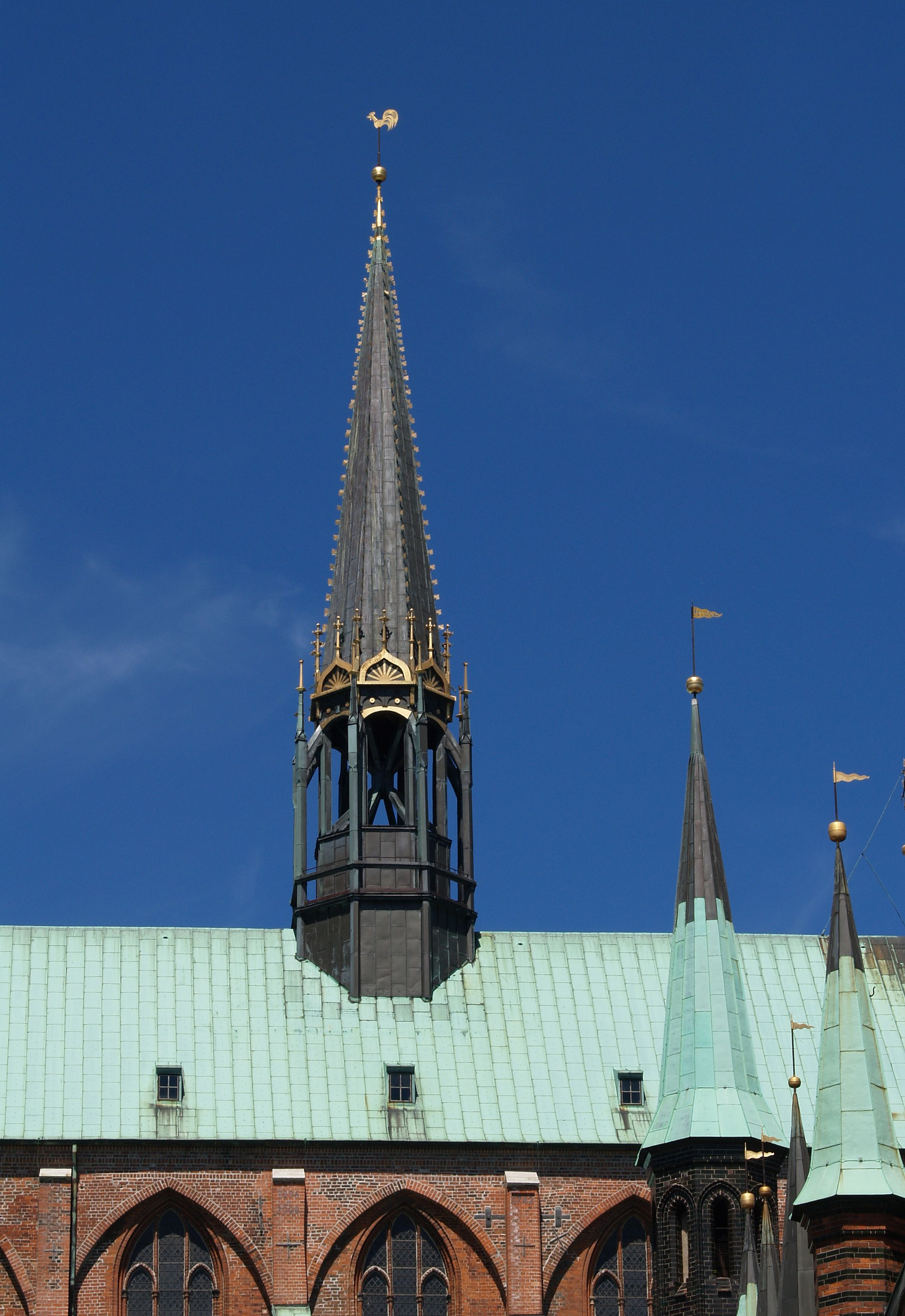
Vue de la flèche de la nef, avec le coq de saint Pierre en haut

Depuis que le Sénat de Lübeck est passé en 1531 à la Réforme protestante, par la prédication de Johannes Bugenhagen, l'église Sainte-Marie est passée au luthéranisme et appartient aujourd'hui à l'église protestante luthérienne du nord de l'Elbe. Le culte y est célébré les dimanches et jours de fête à 10 heures.
L'église avait autrefois onze cloches, elle en possède maintenant sept : la plus grave, la Pulsglocke (le bourdon), date de 1951 et pèse 5,871 tonnes ; la cloche du dimanche, Sonntagsglocke, datant de 1985, est de 4,668 t. ; la Friedensglocke (cloche de la paix) de 1985, fait 2,994 t. ; la Gratia Dei (Grâce de Dieu) venant de l'église Saint-Jean de Dantzig et datant de 1740, pèse 2,4 t. ; l'Hosanna  venant de l'église Sainte-Marie de Dantzig et datant de 1719, pèse 1,74 t. ; la Versöhnungsglocke (cloche de la réconciliation), datant de 1985, fait 1,516 t. ; enfin, la Dominicalis (dominicale) venant de l'église Saint-Jean de Dantzig et datant de 1735, pèse 850 kg.
L'église mesure 103 mètres de longueur, et sa nef 70 mètres ; la hauteur du vaisseau central est de 38, 5 mètres et celle des côtés de 20,7 mètres. Les tours mesurent 125 mètres.
La superficie totale de l'édifice est de 3 300 m2.